# Diego Martínez Ruiz
Diego Martínez Ruiz, más conocido como Diego Martínez (Logroño, 4 de febrero de 1984), es un entrenador de fútbol español, que actualmente ejerce de entrenador de la Unión Deportiva Logroñés de la Segunda Federación.

## Carrera deportiva
Desarrolló su carrera como jugador en la demarcación de portero jugando entre otros en el Loyola y C.D. Agoncillo.
El entrenador logroñés es profesor de Educación Física y comenzó su trayectoria dirigiendo en las categorías inferiores de clubes como el AD Loyola de Logroño, Deportivo de La Coruña y Real Zaragoza. Diego llegó al club maño en 2009 y estaría durante 5 temporadas.
En la temporada 2013-14, dirigiría al Juvenil "A" del División de Honor del Real Zaragoza, del que sería destituido el 24 de marzo de 2014, debido a los malos resultados.
Más tarde, dirigiría al Club Deportivo Arnedo de la Tercera División de España - Grupo XVI.
En la temporada 2016-17 llegaría al Náxara Club Deportivo de la Tercera División de España - Grupo XVI, en el que estaría durante 3 temporadas y con el que logró durante tres años consecutivos clasificarse para play off de ascenso y al que estuvo cerca de ascender a Segunda B en su primera temporada en la que su equipo logró 117 goles, siendo eliminado por el Peña Sport Fútbol Club. 
El 13 de marzo de 2019, firma como entrenador del CD Izarra de Segunda División B de Tercera División de España. Diego llegó al club estellés en la jornada vigésimo novena y sólo cosechó una derrota en los diez últimos partidos de Liga, con un balance de 17 puntos de 30 posibles.
El 18 de febrero de 2020, firma como entrenador del CD Calahorra de Segunda División B por temporada y media, en sustitución de Miguel Sola.
En la temporada 2020-21, seguiría al frente del CD Calahorra de la Segunda División B, tras haberse suspendido la temporada anterior por el coronavirus.
El 2 de mayo de 2021, acabaría en cuarta posición del Grupo II de la Segunda División B de España, siendo el mejor cuarto de todos los grupos, logrando así clasificarse para los play-offs de ascenso a la Segunda División.
El 18 de mayo de 2021, comunica que deja el club calagurritano, tras ser eliminado de la eliminatoria de ascenso a Segunda División.
El 21 de junio de 2021, firma por el CD Numancia de la Segunda División RFEF ascendiendolo a 1ª RFEF esa misma temporada. El 7 de noviembre de 2022, fue destituido debido a los malos resultados cosechados.
El 7 de junio de 2023, firma como entrenador de la Unión Deportiva Logroñés de la Segunda Federación.

## Trayectoria como entrenador
| Club                      | País   | Año       |
| ------------------------- | ------ | --------- |
| Real Zaragoza Juvenil "A" | España | 2013-2014 |
| Club Deportivo Arnedo     | España | 2014-2015 |
| Náxara Club Deportivo     | España | 2015-2018 |
| Club Deportivo Izarra     | España | 2019      |
| Club Deportivo Calahorra  | España | 2020-2021 |
| Club Deportivo Numancia   | España | 2021-2022 |
| Unión Deportiva Logroñés  | España | 2023-     |